# インディギルカ川
インディギルカ川（インディギルカがわ、Indigirka、ロシア語: Индиги́рка、サハ語: Индигиир）は、ロシアシベリア北東部のサハ共和国を流れる長さ1,726km、流域面積360,000平方kmの川である。

## 概要
ベルホヤンスク山脈につながりオホーツク海北岸へ伸びる山脈「スンタル＝ハヤタ（Сунтар-Хаята）」に源を発する。北のオイミャコン高原へ向かい、地球上で最も低い気温を観測したオイミャコンの町を流れ、北西から南東方向へ伸びるチェルスキー山脈を横断する。北極圏に入り、同じく北西から南東方向へ伸びるモムスキー山脈を迂回した後、北極海沿岸の広い低地へと出る。インディギルカ川は面積5,500平方kmの三角州を形成しながら東シベリア海へと注ぐ。
航路は、河口部分は広くモマ川周辺までは船が入れるが、チェルスキー山脈を横断する渓谷付近からは流れも速く小さな船しか通れない。6月から10月までの夏の一時期を除き一年の大半は凍結する。流域は砂金や金鉱などが多い。
流域にはシグ、オームリ、ムクスンなどシベリアでは一般的な魚のほかサケなどが豊富に生息する。上流はタイガであり針葉樹が生育するが、下流の北極圏内では永久凍土とツンドラに覆われている。

## 支流
主な支流には、右岸はモマ川（Moma）、ネラ川（Nera）、バジャリカ川（Badyarikha）、左岸はエルギ川（Elgi）、ウヤンディナ川（Uyandina）、セレニヤク川（Seleniyakh）、ベレレ川（Bërëlëkh）、アライチャ川（Allaicha）などがある。

## 都市
主な町はオイミャコン、ウスチ＝ネラ、ドルジナ、ルスコエ・ウスチエ、チョクルダフなど。